# Frédéric Niemeyer
Frédéric Niemeyer (ur. 24 kwietnia 1976 w Campbellton) – kanadyjski tenisista, w Pucharze Davisa, olimpijczyk.

## Kariera tenisowa
Karierę tenisową rozpoczął w 1998 roku, a zakończył w listopadzie 2009 roku.
Ma w swoim dorobku 7 zwycięstw w turniejach z serii ATP Challenger Tour: w Urbanie (1999), São Paulo (2002), Joplin (2005), Forest Hills (2005), Santa Clarita (2006), Cardiff (2007) i Vancouver (2007). Jego najlepszy rezultat w turnieju wielkoszlemowym to awans do 2 rundy Wimbledonu z 2003 roku, kiedy to wygrał z 8. na świecie Félixem Mantillą.
W latach 1999–2009 reprezentował Kanadę w Pucharze Davisa. Przez ten okres rozegrał dla zespołu 35 meczów, w singlu wygrywając 9 spotkań, a 13 w deblu.
Niemeyer 2 razy uczestniczył w igrzyskach olimpijskich, w 2004 roku w Atenach i w 2008 roku w Pekinie. Z rywalizacji singlowych odpadał w I rundzie, natomiast w deblu podczas turnieju w Atenach doszedł do 2 rundy, a w Pekinie przegrał w 1 rundzie. Za każdym razem grał w parze z Danielem Nestorem.
W rankingu gry pojedynczej Niemeyer najwyżej był na 134. miejscu (22 marca 2004), a w klasyfikacji gry podwójnej na 142. pozycji (5 sierpnia 2002).

### Zwycięstwa w turniejach ATP Challenger Tour w grze pojedynczej
| Nr | Rok  | Turniej       | Nawierzchnia | Przeciwnik w finale      | Wynik finału        |
| 1. | 1999 | Urbana        | Twarda       | Sébastien Lareau         | 7:6(7), 3:6, 7:6(5) |
| 2. | 2002 | São Paulo     | Twarda       | Martín Vassallo Argüello | 7:6(6), 0:1 krecz   |
| 3. | 2005 | Joplin        | Twarda       | Łukasz Kubot             | 4:6, 6:2, 6:3       |
| 4. | 2005 | Forest Hills  | Trawiasta    | Prakash Amritraj         | 6:4, 7:6(3)         |
| 5. | 2006 | Santa Clarita | Twarda       | Benjamin Becker          | 4:6, 6:3, 6:2       |
| 6. | 2007 | Cardiff       | Twarda       | Alex Bogdanovic          | 6:4, 7:5            |
| 7. | 2007 | Vancouver     | Twarda       | Sam Querrey              | 4:6, 6:4, 6:3       |